# Jacques Schols

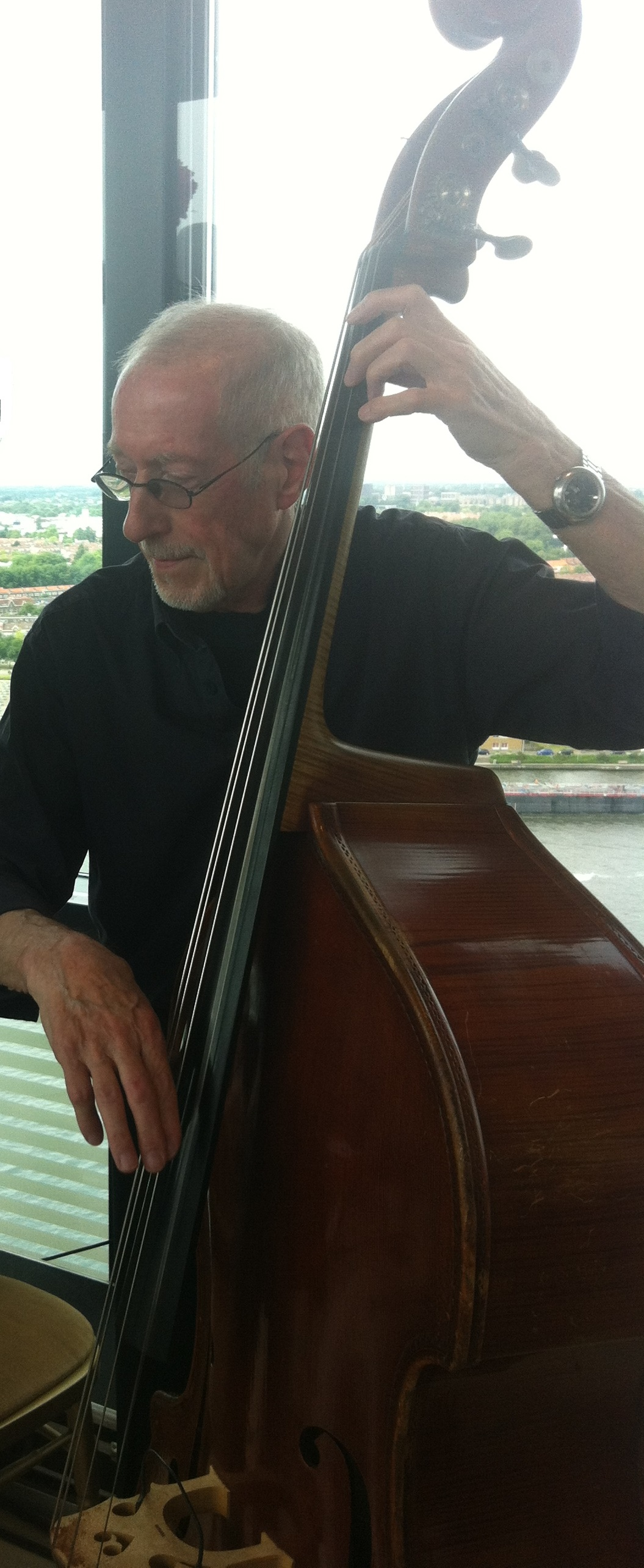
Jacques Schols (2014)

Jacques Schols (* 21. Juni 1935 in Delft; † 30. Dezember 2016 in Epe (Niederlande)) war ein niederländischer Jazz-Bassist (Kontrabass, auch Bassgitarre). Er war einer der bekanntesten niederländischen Jazzbassisten.

## Leben und Wirken
Schols besuchte 1957 bis 1960 das Konservatorium in Den Haag. Schols spielte in den 1950er Jahren in der legendären Hard-Bop-Combo „Diamond Five“ von Cees Slinger; auch begleitete er Stéphane Grappelli. In den 1960er Jahren spielte er bis 1967 mit dem Quartett von Misha Mengelberg (mit dem er 1964 die (vor)letzte Aufnahme von Eric Dolphy einspielte) und Piet Noordijk und in der Big Band von Boy Edgar. Später arbeitete er viel als Begleit-Rhythmusgruppe mit dem Schlagzeuger John Engels. 1965 bis 1967 hatte er ein eigenes Quartett in VPRO-Radio mit Cees Slinger, Ruud Brink und John Engels (eine CD mit Aufnahmen bei VPRO kam 2003 heraus). Mit dem Pianisten Louis van Dijk spielten Engels und er lange Jahre im Trio. Auch ist er auf Alben von Herman Schoonderwalt, Piet Noordijk, Martine Bijl, Ben Webster, Dexter Gordon, Ferdinand Povel, Greetje Kauffeld, Dim Kesber, Johnny Meijer, Chris Hinze, Bud Freeman und Soesja Citroen zu hören.
Seit 1997 war er als Nachfolger von Marcel Thielemans Leiter des Tanzorchesters der „Ramblers“, die – da 1926 gegründet – im Guinness-Buch der Rekorde als älteste noch spielende Band der Welt stehen. 2005 brachte er zum 75-jährigen Bestehen das Album Platina der Ramblers heraus. 2015 endete seine Zeit als musikalischer Leiter der Ramblers. Sein Nachfolger als musikalischer Leiter wurde der Schlagzeuger Cees Kranenburg. In seiner Zeit bei den Ramblers spielte er daneben noch mit eigenem Quartett.
Ab 2011 gehörte er auch zu der Bourgondisch Combo mit der Sängerin Tamara Hoekwater und dem Akkordeonspieler Cees Hamelink. Die Combo ist die Hausband des Amsterdamer Jazz Café des Amsterdamer Academisch Club, wo sie an jedem ersten Freitag im Monat auftraten. 2014 nahmen sie im Jazzcafé das Album Ik Zei Ja auf (mit Gesang in Niederländisch). 2015 kam es zu einer Reunion des Louis van Dijk Trios anlässlich des 80. Geburtstags von John Engels im Bimhuis.
Nachdem Schools zeitweise an den Konservatorien von Zwolle, Groningen, Hilversum und Maastricht Kurse gegeben hatte, erhielt er 1987 eine Anstellung am Konservatorium in Den Haag.

## Diskographische Hinweise
- The Jacques Schols Quartet What Is There to Say: Historic VPRO Radio Broadcasts 1965-1967 (2003; mit Cees Slinger, John Engels, Ruud Brink)